# ABU Radio Song Festival 2014
Het ABU Radio Song Festival 2014 was de tweede editie van het muziekfestival en de finale vond plaats op 23 mei 2014 in Colombo. In tegenstelling tot twee jaar eerder, werd er in deze editie geen winnaar aangeduid.

## Overzicht

### Finale
| Volgorde | Land       | Taal     | Artiest             | Lied                    |
| -------- | ---------- | -------- | ------------------- | ----------------------- |
| 1        | Maleisië   | Maleis   | Mohd Rizal Ahmad    | Di sudut kamar hatiku   |
| 2        | Pakistan   | Urdu     | Marryum Hussain     | The soft song of peace  |
| 3        | Iran       | Perzisch | Moghtada Gharbavi   | Bezar asheget bemoonam  |
| 4        | Thailand   | Thai     | PRD Band            | Kwam smakki (Unity)     |
| 5        | Brunei     | Engels   | Neff Aslee          | Juliet                  |
| 6        | Singapore  | Maleis   | Nur Hasanah Zakaria | Boneka ku hilang        |
| 7        | India      | Meitei   | Mangka Mayanglambam | Tamla loibi napom       |
| 8        | Iran       | Engels   | Peyman Talebi       | Wave of the infinity    |
| 9        | Australië  | Engels   | Iluka               | 12th of July            |
| 10       | Sri Lanka  | Engels   | Shey                | Something 'bout you & I |
| 11       | Zuid-Korea | Engels   | Seokwan Ryu         | A regular               |
| 12       | Sri Lanka  | Engels   | Super Stars         | Boot song               |

### Halve finale
| Land       | Taal     | Artiest                 | Lied                    |
| ---------- | -------- | ----------------------- | ----------------------- |
| Australië  | Engels   | Iluka                   | 12th of July            |
| Brunei     | Engels   | Neff Aslee              | Juliet                  |
| Brunei     | Maleis   | Rapul Rezal             | Inilah sebenarnya       |
| India      | Engels   | Abhijith Kishan         | Be the change           |
| India      | Meitei   | Mangka Mayanglambam     | Tamla loibi napom       |
| Iran       | Luri     | Heshmatollah Rajabzadeh | Larzan                  |
| Iran       | Perzisch | Moghtada Gharbavi       | Bezar asheget bemoonam  |
| Iran       | Perzisch | Mohammad Saveh          | Fountain of the sun     |
| Iran       | Engels   | Peyman Talebi           | Wave of the infinity    |
| Maleisië   | Maleis   | Mohd Rizal Ahmad        | Di sudut kamar hatiku   |
| Pakistan   | Urdu     | Marryum Hussain         | The soft song of peace  |
| Singapore  | Maleis   | Nur Hasanah Zakaria     | Boneka ku hilang        |
| Sri Lanka  | Engels   | Super Stars             | Boot song               |
| Sri Lanka  | Engels   | Shey                    | Something 'bout you & I |
| Thailand   | Thai     | PRD Band                | Kwam smakki (Unity)     |
| Zuid-Korea | Engels   | Seokwan Ryu             | A regular               |

## Wijzigingen

Deelnemende landen
Landen die in het verleden deelnamen

### Debuterende landen
- Sri Lanka
- Thailand

### Terugtrekkende landen
- Bhutan: Op 30 december maakte de Bhutanese omroep bekend niet meer te zullen deelnemen aan het festival.
- Fiji
- Indonesië
- Kirgizië
- Soedan
- Vanuatu
- Vietnam

2012 · 2014 · 2015 · 2016 · 2018

Zie ook: ABU TV Song Festival